# Gyrano Kerk
Gyrano Kerk (* 2. Dezember 1995 in Amsterdam) ist ein niederländischer Fußballspieler surinamischer Abstammung. Der Flügelspieler steht beim belgischen Erstdivisionär Royal Antwerpen unter Vertrag.

## Karriere
Gyrano Kerk wurde in der niederländischen Hauptstadt Amsterdam geboren und ist surinamischer Herkunft. Er begann mit dem Fußballspielen beim HFC Haarlem und kam über den AFC DWS und der AVV Zeeburgia im Sommer 2012 in die Jugendakademie des FC Utrecht. Am 22. Januar 2014 debütierte der Flügelspieler in der ersten Mannschaft, als er bei der 0:1-Pokalniederlage gegen den NEC Nijmegen in der 81. Spielminute für Adam Sarota eingewechselt wurde. Am 4. Oktober 2014 (8. Spieltag) erzielte er bei der 2:3-Heimniederlage gegen die Go Ahead Eagles in seinem zweiten Ligaeinsatz sein erstes Tor. In dieser Saison 2014/15 wurde er zu einem der besten Spieler der Reservemannschaft und erzielte dort in 21 Ligaspielen neun Tore. Für die erste Mannschaft absolvierte er parallel dazu vier Ligaspiele, in denen er einen Torerfolg verbuchen konnte.
Zur Saison 2015/16 wechselte Kerk auf Leihbasis zum Zweitligisten Helmond Sport, wo er Spielpraxis im Profibetrieb sammeln sollte. Am 7. August 2015 (1. Spieltag) bestritt er beim 1:0-Heimsieg gegen die MVV Maastricht sein Debüt in der zweithöchsten niederländischen Spielklasse. Kerk etablierte sich rasch als Stammspieler und erzielte am 16. Oktober (10. Spieltag) beim 4:1-Auswärtssieg gegen den FC Eindhoven seinen ersten Treffer im Trikot der Kattenmeppers. Er schloss die Spielzeit mit sieben Toren und neun Vorlagen in 34 Ligaspielen ab und kehrte wieder nach Utrecht zurück.
Dort begann er die Saison in der Reserve Jong FC Utrecht, welche in der Vorsaison in die zweitklassige Eerste Divisie aufgestiegen war. Er schaffte es seine starke Form aus seiner Zeit bei Helmond Sport zu konservieren und stand deshalb in der Hinrunde der Spielzeit 2016/17 häufig im Spieltagskader der ersten Mannschaft, wurde aber dennoch kaum berücksichtigt. Dies änderte sich in der Rückrunde völlig und er drang in die Startformation von Cheftrainer Erik ten Hag vor. Am 18. Februar 2017 (23. Spieltag) erzielte er beim 3:1-Heimsieg gegen die PEC Zwolle sein erstes Saisontor in der Eredivisie. Er beendete die Saison mit vier Toren und fünf Vorlagen in 18 Ligaspielen der ersten Mannschaft, während ihm für die Reserve sieben Tore in 12 Ligaeinsätzen gelangen.
In der darauffolgenden Spielzeit 2017/18 behielt er seinen Stammplatz inne und erzielte in 34 Ligaspielen sechs Tore und bereitete sieben weitere Treffer vor. Am 24. April 2019 (32. Spieltag) erzielte er beim 2:1-Heimsieg gegen Fortuna Sittard seinen ersten Doppelpack in der höchsten niederländischen Spielklasse. Seine Quote bei Torbeteiligungen konnte er in dieser Saison 2018/19 verbessern, denn steuerte er in 33 Ligaspielen acht Tore und neun Vorlagen bei. Dies gelang ihm in der Spielzeit 2019/20 erneut, als er bis zum vorzeitigen Saisonabbruch infolge der COVID-19-Pandemie nach 24 Ligaeinsätzen bei hervorragenden zehn Toren und acht Vorlagen stand. In der Saison 2020/21 wurde er bei allen 34 Ligaspielen eingesetzt, bei denen er acht Tore schoss. Dazu kamen zwei Pokalspiele mit einem Tor und zwei ligainterne Qualifikationsspiele zur Conference League.
In der nächsten Saison bestritt er die ersten zwei Ligaspiele für Utrecht, bevor er Anfang September 2021 zu Lokomotive Moskau wechselt, wo er einen Vertrag mit einer Laufzeit von vier Jahren unterschrieb. Dort bestritt er 23 von noch 24 möglichen Ligaspielen, in denen 5 Tore schoss, sowie ein Spiel im Pokal und vier Spiele in der Europa League. In der Saison 2022/23 waren es alle 17 mögliche Ligaspiele bis zur Unterbrechung der Saison infolge der Weltmeisterschaft 2022 mit zwei erzielten Toren sowie sechs Pokalspiele mit einem Tor.
Noch während die Winterpause in Russland andauerte, wurde er Ende Januar 2023 für den Rest der Saison an den belgischen Erstdivisionär Royal Antwerpen ausgeliehen. Er bestritt alle möglichen 18 Ligaspiele für Antwerpen, in denen er sechs Tore schoss, sowie drei Pokalspiele. Er beendete die Saison als belgischer Meister und Pokalsieger. In der nächsten Saison waren es 33 von 40 möglichen Ligaspielen, in denen er drei Tore schoss, vier Pokalspiele, sechs Spiele im Europapokal mit einem geschossenen Tor und das gewonnene Spiel um den Supercup.
Zur Saison 2024/25 berief er sich gegenüber Lokomotive Moskau auf die Sonderregelungen der FIFA aufgrund des russischen Überfall auf die Ukraine und erklärte seinen Vertrag für aufgelöst. Er schloss dann einen Vertrag mit Royal Antwerpen ab. In der Saison bestritt er 39 von 41 möglichen Ligaspielen, in denen er sieben Tore schoss, sowie fünf Pokalspiele mit zwei Toren.

## Nationalmannschaft
Im Juni 2024 wurde Kerk erstmalig bei zwei Qualifikationsspielen zur Weltmeisterschaft 2026 in der surinamischen Nationalmannschaft eingesetzt.

## Erfolge
- Belgischer Meister: 2022/23 (Royal Antwerpen)
- Gewinner belgischer Pokal: 2022/23
- Gewinner belgischer Supercup: 2023